# 1957年ウィンブルドン選手権
1957年 ウィンブルドン選手権（1957ねんウィンブルドンせんしゅけん、The Championships, Wimbledon 1957）に関する記事。イギリス・ロンドン郊外にある「オールイングランド・ローンテニス・アンド・クローケー・クラブ」にて開催。

## シード選手

### 男子シングルス
1. ルー・ホード　（優勝、大会2連覇）
2. アシュレー・クーパー　（準優勝）
3. ハミルトン・リチャードソン　（1回戦）
4. スベン・デビッドソン　（ベスト4）
5. ニール・フレーザー　（ベスト4）
6. ビック・セイシャス　（ベスト8）
7. ハーバート・フラム　（ベスト8）
8. メルビン・ローズ　（ベスト8）

### 女子シングルス
1. アリシア・ギブソン　（初優勝）
2. ルイーズ・ブラフ　（ベスト8）
3. シャーリー・ブルーマー　（4回戦）
4. ドロシー・ヘッド・ノード　（ベスト4）
5. ダーリーン・ハード　（準優勝）
6. テルマ・コイン・ロング　（1回戦）
7. アンジェラ・モーティマー　（3回戦）
8. ベラ・プツェヨワ　（3回戦）

### 男子ダブルス
1. ニール・フレーザー＆ ルー・ホード
2. ビック・セイシャス＆ ハミルトン・リチャードソン
3. アシュレー・クーパー＆ マルコム・アンダーソン
4. ニコラ・ピエトランジェリ＆ オーランド・シロラ

### 女子ダブルス
1. アリシア・ギブソン＆ ダーリーン・ハード
2. テルマ・コイン・ロング＆ メアリー・ベヴィス・ホートン
3. アン・シルコック＆ パトリシア・ウォード
4. ヨラ・ラミレス＆ ロージー・レイズ

### 混合ダブルス
1. ビック・セイシャス＆ ルイーズ・ブラフ
2. ニール・フレーザー＆ アリシア・ギブソン
3. イリ・ヤホルスキ＆ ベラ・プツェヨワ
4. メルビン・ローズ＆ ダーリーン・ハード

## 大会経過

### 男子シングルス
準々決勝
- ルー・ホード vs.  メルビン・ローズ　6-4, 4-6, 10-8, 6-3
- スベン・デビッドソン vs.  ビック・セイシャス　5-7, 6-4, 6-4, 6-4
- ニール・フレーザー vs.  ウルフ・シュミット　1-6, 6-4, 6-8, 6-4, 6-4
- アシュレー・クーパー vs.  ハーバート・フラム　6-3, 7-5, 6-1

準決勝
- ルー・ホード vs.  スベン・デビッドソン　6-4, 6-4, 7-5
- アシュレー・クーパー vs.  ニール・フレーザー　1-6, 14-12, 6-3, 8-6

### 女子シングルス
準々決勝
- アリシア・ギブソン vs.  サンドラ・レイノルズ　6-3, 6-4
- クリスティン・トルーマン vs.  ベティ・プラット　9-7, 5-7, 6-4
- ドロシー・ヘッド・ノード vs.  ロージー・レイズ　6-4, 6-0
- ダーリーン・ハード vs.  ルイーズ・ブラフ　6-2, 6-2

準決勝
- アリシア・ギブソン vs.  クリスティン・トルーマン　6-1, 6-1
- ダーリーン・ハード vs.  ドロシー・ヘッド・ノード　6-2, 6-3

## 決勝戦の結果
男子シングルス
- ルー・ホード vs.  アシュレー・クーパー　6-2, 6-1, 6-2

女子シングルス
- アリシア・ギブソン vs.  ダーリーン・ハード　6-3, 6-2

男子ダブルス
- ガードナー・ムロイ＆ バッジ・パティー vs.  ニール・フレーザー＆ ルー・ホード　8-10, 6-4, 6-4, 6-4

女子ダブルス
- アリシア・ギブソン＆ ダーリーン・ハード vs.  テルマ・コイン・ロング＆ メアリー・ベヴィス・ホートン　6-1, 6-2

混合ダブルス
- メルビン・ローズ＆ ダーリーン・ハード vs.  ニール・フレーザー＆ アリシア・ギブソン　6-4, 7-5